# EternalBlue
EternalBlue, a volte stilizzato in ETERNALBLUE, è il nome di un exploit sviluppato dalla National Security Agency (NSA). Il mondo informatico è venuto a conoscenza dell'esistenza di questo exploit dopo che il gruppo di hacker chiamato The Shadow Brokers lo ha illegalmente diffuso il 14 aprile 2017. Il 12 maggio 2017, l'exploit è stato poi sfruttato per realizzare un attacco informatico attraverso il ransomware WannaCry, che, tramite questo exploit, sfrutta una vulnerabilità del protocollo Server Message Block (SMB).

## Dettagli
EternalBlue sfrutta una vulnerabilità nell'implementazione del protocollo Server Message Block (SMB) presente in alcuni sistemi operativi Microsoft. Questa vulnerabilità è oggi elencata come la numero CVE-2017-0144 nel catalogo Common Vulnerabilities and Exposures (CVE) (un dizionario di vulnerabilità e falle di sicurezza pubblicamente note). Tale vulnerabilità esiste poiché la versione 1 del protocollo SMB (SMBv1) presente in diverse versioni del sistema operativo Microsoft Windows accetta pacchetti di dati opportunamente prodotti inviati alla macchina da chi sta eseguendo un attacco remoto, permettendo a tali utenti remoti di eseguire codice arbitrario sulla macchina bersaglio dell'attacco.
Il servizio di aggiornamento standard per Windows consente di risolvere questo problema attraverso la patch di sicurezza rilasciata da Microsoft in data 14 marzo 2017 e chiamata MS17-010, usufruibile per tutte le versioni del sistema operativo supportate a quella data, ossia  Windows Vista, Windows 7, Windows 8.1, Windows 10, Windows Server 2008, Windows Server 2012, e Windows Server 2016.
Purtroppo molti utilizzatori delle suddette versioni del sistema operativo non avevano ancora installato la patch MS17-010 quando, meno di due mesi più tardi, il 12 maggio 2017, un gruppo di hacker non ancora noto ha portato a termine un attacco con il ransomware WannaCry, che usa proprio le possibilità date dall'exploit EternalBlue per diffondersi.
Il 13 maggio 2017, un giorno dopo l'attacco, Microsoft ha inusualmente fornito, tramite un download dal Microsoft Update Catalog, un aggiornamento di sicurezza volto a eliminare la sopraccitata vulnerabilità anche da versioni di Microsoft Windows non più supportate, ossia Windows XP, Windows 8, e Windows Server 2003.